# C17orf107
C17orf107 (англ. Chromosome 17 open reading frame 107) – білок, який кодується однойменним геном, розташованим у людей на короткому плечі 17-ї хромосоми. Довжина поліпептидного ланцюга білка становить 190 амінокислот, а молекулярна маса — 19 931.
| 10         |  | 20         |  | 30         |  | 40         |  | 50         |
| ---------- |  | ---------- |  | ---------- |  | ---------- |  | ---------- |
| MKGTPSSLDT |  | LMWIYHFHSS |  | TEVALQPPLL |  | SSLELSVAAA |  | HEYLEQRFRE |
| LKSLEPPEPK |  | MQGMLPAPKP |  | TLGLVLREAT |  | ASLVSFGTTL |  | LEISALWLQQ |
| EARRLDGSAG |  | PAPDGRDPGA |  | ALSRVAQAAG |  | QGVRQAGAAV |  | GASARLLVQG |
| AWLCLCGRGL |  | QGSASFLRQS |  | QQQLGLGIPG |  | EPVSSGHGVS |  |            |

A: Аланін

C: Цистеїн

D: Аспарагінова кислота

E: Глутамінова кислота

F: Фенілаланін

G: Гліцин

H: Гістидин

I: Ізолейцин

K: Лізин

L: Лейцин

M: Метіонін

P: Пролін

Q: Глутамін

R: Аргінін

S: Серин

T: Треонін

V: Валін

W: Триптофан